# São João da Pesqueira e Várzea de Trevões
São João da Pesqueira e Várzea de Trevões (llamada oficialmente União das Freguesias de São João da Pesqueira e Várzea de Trevões) es una freguesia portuguesa del municipio de São João da Pesqueira, distrito de Viseu.

## Historia
Fue creada el 28 de enero de 2013 en aplicación de una resolución de la Asamblea de la República de Portugal promulgada el 16 de enero de 2013 con la unión de las freguesias de São João da Pesqueira y Várzea de Trevões, pasando su sede a estar situada en la antigua freguesia de São João da Pesqueira.

## Demografía
| Gráfica de evolución demográfica de São João da Pesqueira e Várzea de Trevões entre 2011 y 2021 |
|                                                                                                 |
| Datos según el nomenclátor publicado por el INE portugués.                                      |